# Frederico Kettler
Frederico Kettler (em letão: Frīdrihs Ketlers; Mitau, 25 de novembro de 1569 – Mitau, 17 de agosto de 1642) foi Duque da Curlândia e Semigália junto com seu irmão Guilherme de 1587 até 1617, e depois sozinho de 1617 até sua morte.

## Biografia
Ele era o filho de Gotardo Kettler, o primeiro Duque da Curlândia, e sua esposa Ana de Mecklemburgo. Até 1617, Frederico governou a porção oriental de Semigália, enquanto seu irmão Guilherme governava a porção ocidental da Curlândia. Frederico passou a governar todo o ducado de forma unificado após depor e exilar o irmão mais novo, que tinha se envolvido em conflitos com a nobreza local.
Frederico Kettler casou-se com Isabel Madalena da Pomerânia em 1600. Eles não tiveram filhos e o filho de seu irmão Guilherme, Jacob, foi reconhecido como seu herdeiro.
Ele faleceu em 17 de agosto de 1642 em Mitau, aos 72 anos, e foi enterrado na cripta ducal do Palácio de Jelgava.